# Ralph Manheim
Ralph Frederick Manheim (* 4. April 1907 in New York City; † 26. September 1992 in Cambridge) war ein US-amerikanischer Übersetzer.

## Leben
Nach seinem Abschluss an der Harvard University studierte Ralph Manheim unter anderem an den Universitäten von München und Wien. Insgesamt lebte er in dieser Zeit vier Jahre in Deutschland, Österreich und Frankreich. Als in der Zeit nach 1934 viele deutschsprachige Schriftsteller vor den NS-Regime in die Vereinigten Staaten flohen, startete er seinen Werdegang als Übersetzer.
Im Jahr 1943 erlangte Manheim mit seiner englischen Übersetzung von Adolf Hitlers Mein Kampf größere Bekanntheit. Zu Beginn der 1950er-Jahre zog er mit seiner dritten Ehefrau nach Paris, wo er bis 1985 lebte. Ab Ende der 1960er-Jahre begann Manheim, auch Werke französischer Autoren ins Englische zu übersetzen. Durch die Berühmtheit von Autoren wie Günter Grass, Bertolt Brecht und Michel Tournier, deren Werke er übersetzte, stieg auch Manheims Erfolg; er verschaffte sich so eine größere berufliche Unabhängigkeit. Für seine Übersetzung der Blechtrommel von Günter Grass wurde er 1964 mit dem Translation Prize des Verbands PEN America ausgezeichnet und für die Übersetzung von D’un château l’autre von Louis-Ferdinand Céline (als Castle to Castle) erhielt er 1970 den National Book Award for Translated Literature.
Manheim verbrachte seine letzten Lebensjahre in England und starb 1992 im Alter von 85 Jahren an Prostatakrebs. Nach ihm wurde der von PEN America seit 1982 im Dreijahreszyklus verliehene PEN/Ralph Manheim Award für Übersetzungen benannt.

## Übersetzungen (Auswahl)
- Günter Grass: Die Blechtrommel (1961)
- Günter Grass: Hundejahre (1965) – ausgezeichnet mit dem Schlegel-Tieck Prize 1966
- Louis-Ferdinand Céline: D'un château l'autre (1970)
- Michael Ende: Die unendliche Geschichte (1983)